# Prekmursko narečje
Prekmurščina je najbolj vzhodno slovensko narečje. Govorijo jo v Prekmurju, Porabju in v nekaterih vaseh ob madžarsko-avstrijski meji. Prekmurščina spada v panonsko narečno skupino.
Prekmurska književnost se je razvijala ločeno od ostale slovenske književnosti, v njej je bilo izdanih več sto različnih knjig, veliko časopisov, koledarjev in rokopisov, zato velja za najbolj razvito slovensko narečno književnost. V 18. stoletju sta Števan Küzmič in Mikloš Küzmič začela razvijati prekmurski knjižni jezik. Posebna prekmurska slovenska književnost se je ohranila do konca druge svetovne vojne. Božidar Borko je tako menil, da je prekmurščina druga slovenska knjižna norma, ki je ni mogoče prikazovati ozko v narečnih okvorih, zato je predlagal ohranitev tega jezika do neke mere. Po drugi svetovni vojni v Jugoslaviji ni bilo dovoljeno tiskati knjig v prekmurščini, zato je v pogovorni prekmurščini zrasel vpliv slovenskega knjižnega jezika. Na Madžarskem je vlada sprva prepovedala jezike vseh manjšinskih narodnosti, ob koncu stalinistične diktature leta 1958 pa so dovolili uporabo slovenskega knjižnega jezika samo v Porabju. V 1990. letih se je spet začela razvijati prekmurska narečna književnost, znani avtorji so: Feri Lainšček, Milan Vincetič, Vlado Kreslin in Branko Pintarič. Današnji znani raziskovalci prekmurščine so: Franc Kuzmič, Franci Just, Zinka Zorko, Marc L. Greenberg, Akoš Dončec in v Porabju Marija Kozar Mukič.
Govorci prekmurščine že več stoletij priznavajo slovenstvo kot del svoje identitete. Števan Küzmič in drugi prekmurski pisatelji v 18. stoletju niso dvomili, da je prekmurščina sorodna slovenskemu jeziku, ki ga govorijo tudi na Kranjskem in Štajerskem, vendar so trdili, da je poseben jezik. Tudi v 20. stoletju so menili, da je bolje nadaljevati z uporabo prekmurščine in se slovenščine le učiti, ker so razlike velike.
Danes strokovnjaki priznavajo, da prekmurščina s svojim izročilom presega preproste narečne okvire ter jo lahko imajo hkrati za jezik in narečje. 2021 je bil po posvetovanju s strokovnjaki sestavljen amandma, ki ga je podprl tudi predstavnik Slovenske akademije znanosti in umetnosti. Vložil so dve dopolnili k Resoluciji za večjo veljavo prekmurščine ter večje sofinanciranje projektov za ohranjanje, razvoj in promocijo prekmurskega jezika, toda ni bilo zadostnega posluha. V drugem poskusu je državni zbor sprejel dopolnili Dejana Židana za večjo veljavo prekmurščine ter večje sofinanciranje projektov za ohranjanje, razvoj in promocijo prekmurskega jezika.

## Ime
V sredjem veku so Madžari vse Slovane imenovali toti (tótok). Današnje Prekmurje in Porabje sta bila Slovenska okroglina (Tótság), slovanski jezik, ki so ga govorili v okroglini pa je bil totski jezik (tót nyelv). Leta 1587 so v Lendavi (takrat Dolnja Lendava) natisnili latinski obrednik Agenda Vandalica, ki se je skliceval na Slovence (Prekmurce). Znanstveno ime prekmurščine je bilo vandalski jezik, vandalščina (lingua vandalica). Tudi Jožef Košič je podpiral vandalsko razlago, v svojih delih je napisal, da je prekmurščina Vandalszki jezik, Vandalszka vüszta.
Poimenovanje Vend, Vendek (vendski, vendiški, Vendi) se je izoblikovalo v 19. stoletju, istočasno z mnenjem, da Prekmurci niso Slovenci (Vendsko vprašanje). Na Ogrskem so uradno zanikali, da med Muro in Rabo živijo Slovenci.
V prvih prekmurskih knjigah so slovenski pisatelji na Ogrskem uporabljali ime sztári szlovenszki jezik, ker jim je prekmurščina starejša bila kot kranjski in štajerski govori ali kajkavščina. O tem piše Božidar Raič v 19. stoletju: »Neka sveta groza obide človeka, ki je Prekmurce in njihov krasni jezik že poprej poznal, kedar se njegova noga prvič dotakne tal, koder so že od nekdaj naši slovenski dedje in pradedje orali mastno zemljo, kopali gorice, prepevali starinske pesmi, mirno pripovedovali okoli ognjišča povesti svojih blagih prednikov.« Obstajalo je tudi poimenovanje 'vogrszki szlovenszki jezik (ogrskoslovenski jezik).
Ime Prekmurje je bilo uradno sprejeto v Kraljevini SHS, vendar sprva ni preveč ugajalo Prekmurcem, ki so vztrajali pri imenu Slovenska krajina. Bili so poskusi udomačiti ime Prekmurje v prekmurščini ter so tvorili oblike Prekmürje, Prekmörje, prekmürski, prekmörski glede na to, da se glavna prekmurska reka Mura v prekmurščini imenuje Müra ali Möra. Po drugi svetovni vojni, po zlomu knjižne prekmurščine je to ime izginilo v pogovoru.

## Položaj prekmurščine
V sodobnem strokovnem pisanju mnogo znanstvenikov dosledno uporablja izraz prekmurščina, kar pomeni, da je to nadnarečni jezikovni kod. Po osamosvojitvi in demokratizaciji Slovenije je prekmurska regionalna identiteta ostaja zelo močna.
Kljub temu še danes negativno presojajo rabo prekmurščine in ji nekateri višji znanstveni krogi ne priznajo njenih vrednot iz preteklih stoletij. To vpliva tudi na govorce, saj tisti, ki imajo univerzitetno ali visokošolsko izobrazbo, manj uporabljajo prekmurščino, saj mislijo, da ta jezik nima ugleda v družbenem življenju.
Ob prvem ljudskem štetju po osamosvojitvi je bila v anketah omenjena tudi prekmurščina, ki jo je označilo za svoj jezik le malo ljudi. Pomembno je pripomniti, da je bila raba prekmurščine po drugi svetovni vojni prepovedana, pravtako so včasih preganjali tiste, ki so jo uporabljali v javnem življenju. Leta 1956 je imel Vilko Novak slavnostni govor v prekmurščini, zaradi česar mu je sledila dveletna disciplinska preiskava. Razumljivo je, da zaradi slabih spominov iz preteklosti mnogo Prekmurcev previdno ravna z vprašanjem prekmurščine, čeprav jih je večina ponosna na svoj jezik. Pisatelj Evald Flisar, ki ne piše v prekmurščini, je priznal, da je prekmurščina pravzaprav jezik in ne narečje.

## Narečja prekmurščine
Prekmurščina ima pet podnarečij:
- dolinsko (markovsko) narečje (južno od Rakičana do reke Mure in ob Ledavi)
- goričko narečje (Goričko, severno od Cankove)
  - porabsko narečje (Slovensko Porabje, goričko podnarečje, ki se je ločilo zaradi državne meje)
- ravensko narečje (od Cankove proti vzhodu in južno od Murske Sobote do Rakičana)
  - soboško narečje (Murska Sobota, ravensko podnarečje, ki se je ločilo zaradi urbanizacije)

Šomodski Slovenci, ki so danes že izumrli, so v Taranyju pri Nagyatádu govorili derivat dolinskega (markovskega) narečja. O drugih vasi, kjer je bilo nekoč veliko Slovencev po rodu iz današnjega Prekmurja, ni nobenega podatka.

## Posebnosti
Prekmursko narečje se od slovenskega knjižnega jezika razlikuje v leksiki, morfologiji, sklanjatvi, soglasniški palatalizaciji ter intonaciji in v izgovoru.

### Glasoslovje
Prekmurščina ima zapleten samoglasniški sistem, ki se je razvil v tesni povezanosti z naglasnim sistemom. Večina samoglasniških nasprotij se pojavlja v naglašenih zlogih, vendar prekmurski samoglasniki razlikujejo kolikost v naglašenih zlogih. Značilno je na primer, da namesto določenih dolžin iz dolgega a iz dolgega in kratkega polglasnika nastane dolgi é (dén [dan])

#### Samoglasniki
V prekmurščini zasledimo zlogotvorni r (prt, smrt, trs) kot v knjižni slovenščini. Zlogotvorni l se pojavi v takih besedah kot detelca, cincelca, medtem ko se zlogotvorni n pojavi v besedah bzekanca, metünca. Ti glasovi so nastali iz stalno dolgih r, l in n. Razvoj nenaglašenih samoglasnikov je v vseh prekmurskih narečjih dokaj enoten.
Izvor dolgih naglašenih samoglasnikov:
- dolgi i ali ij je nastal iz stalno dolgega i
- dolgi ü ali üj se je razvil iz stalno dolgega u (grüška, grüjška)
- dolgi ö je nastal iz dolgega u pred r (Möra)
- dolgi a se je razvil iz stalno dolgega a

Izvor kratkih naglašenih samoglasnikov:
- kratki i je nastal iz staroakutiranega in po mlajšem naglasnem umiku naglašenega i
- kratki ü je nastal iz staroakutiranega u v zadnjem in nezadnjem besednem zlogu (tü, krüj, düj)
- kratki u je nastal iz staroakutiranega ɫ (pun), redko je iz dolgega o pred j (bujti) in umično naglašenega o pred n (sunce)
- kratki ö se sliši pred r (vöra, šörc, tören)
- kratki ozki e je nastal iz staroakutiranega jata
- kratki ozki o je nastal iz novoakutiranega o v nezadnjem (vòla) in zadnjem (kròp) besednem zlogu, iz staroakutiranega nosnega ǫ (tòča) in umično naglašenega o (kòsa)
- kratki široki e (ä) je nastal iz novoakutiranega e v nezadnjem in zadnjem besednem zlogu, iz umično naglašenega e, iz staroakutiranega nosnega ę (mèša) ter iz novoakutiranega ə v nezadnjem in zadnjem besednem zlogu (pès)[31] in umično naglašenega ə (mègla)
- kratki zaokroženi a (å) je nastal iz staroakutiranega a (cåjt, fålat)
- kratki r je nastal iz staroakutiranega r.

Izvor nenaglašenih samoglasnikov:
- nenaglašen i je nastal iz prednaglasnega in ponaglasnega i (grabiti), u (imenovalnik človek, dajalnik človeki) in ĕ (bilica)
- nenaglašeni u je nastal iz nenaglašenega samoglasnika ɫ (gučin)
- nenaglašeni o je nastal iz prednaglasnega in ponaglasnega o (obrouč), iz nosnega ǫ (imenovalnik kloup, rodilnik klopi)
- nenaglašeni e (ä) je nastal iz prednaglasnega (imenovalnik tèle, rodilnik teleta) in ponaglasnega e ter nosnega ę (mesou), redko iz prednaglasnega ĕ (drevou), slišimo ga tudi za nenaglašeni ə (závec).

V goričkem in ravenskem narečju se v izglasju končni i sliši v nenapetem izgovoru kot dolgo nenaglašeni é. V dolinskem narečju se je ohranil v izglasju kratki i, ki je prisoten tudi v prekmurskem knjižnem jeziku. V vseh treh glavnih narečjih je splošno, da se trdilni začetek besede z ne- močno pomeša z nikalnico ni v naglašeni obliki, na primer neka, nika (nekaj, nikaj).

#### Soglasniki
Na Goričkem in Ravenskem se glas j v položaju pred zadnjimi samoglasniki (lahko tudi pred e) izgovarja kot dž (đ) (dž↔dj) na primer: đoukati, đaboka, đo. V položaju pred sprednjimi samoglasniki (lahko tudi pred ü) se izgovarja kot g, na primer: ges (jaz), pigeš, getra, günec. Na Dolinskem se po prvotno govorjenem j razlikuje od goričkega in ravenskega govora, a temeljni samoglasniški in soglasniški razvoji v prekmurščini potekajo skupaj (razen nekaj odmaknjenih krajevnih govorov).
V prekmurščini je nekaj dolgih oziroma dvojnih soglasnikov, ki so na meji besed po izpadu, krnitvi ali zlivanju glasov ali pri močno poudarjenem naglasu: odtec, sej(d)te si!
Končni zveneči zvočnik m v prekmurščini preide v n: delan, pišen, dati njin/lidan/decan, tan, poton, pesen, vüzen.  Isti sistem je v prleških, slovenskogoriških ter v hrvaški čakavščini.
Premena m>n je možna tudi sredi besede in pred soglasniki, vendar ni splošna v vsakih govorih, na primer: zinski, nenški, vüzenski.
Soglasniški sklop mn v prekmurščini lahko prehaja v ml (gümlo). V starem jeziku je bilo še več takih premen, ki so ohranjene v govoru najstarejših ljudi ali pa v nekaterih goričkih in porabskih vaseh (kamen, kamla, kamli).
Ohranjen je mehčani (palatalni) n (korenje). Včasih se glas nj razvije v n, zlasti na koncu besede ali sredi nje, na primer: ogen, škegen, kniga. V odvisnih sklonih se vrne nj na koncu besed: ogen, ognja, ognji; škegen, škegnja, škegnji.
V stari prekmurščina je bila tudi premena soglasnika v množini moškega spola v ednini, ki je tvorila končnico -cke, -cje, na primer: grejšnicke, vucje (na Dolinskem grešnici, vuci). Danes je to ohranjeno samo v govoru najstarejših Prekmurcev in Porabskih Slovencev. Danes govorijo na primer: grejšniki, vuki. Ta soglasniška premena je ostala v nekaterih izjemah, na primer: nalejci (nalahko).
Ob zvočnikih r, l in n se v izgovoru izgubi velelniško obrazilo i v dvojini in množini. Zato govorijo v prekmurščini na primer: zemte, pečte, idte. Ob zvočniku m (meti, meu, mejla, meli) je zaradi morfološkega iznačevanja opazna izguba j ob zvočniku r: gospodar, gospodara, gospodari.
Na Ravenskem in Goričkem se končni -l v nenaglašenem položaju izgovarja kot -o zaradi krnjenja, zlasti pri spregatvi glagolov (proso, küpo, delo, najšo, piso, đo, mogo, oudo, pravo, pozdravo, zmuvo), v naglašenem položaju se izgovarja kot -u (biu, dau, šou, mantrau, meu, zeu). Na Dolinskem je več naglašenih oblik, zato se izgovarja večinoma -u (delau, najšeu, mogeu, pisau, odau, büu, dau, šou, mantrau, möu, segrüu, zeu) in manj -o (proso, küpo, pravo, pozdravo, zmuvo). V nekaterih dolinskih govorih govorijo namesto nenaglašenega -o nenaglašeni -u (slüžu, vdaru, doubilu).
V prekmurščini v splošnem prehaja za zvočniki c, č, ž, š, j, s samo glas o (vroučo sunce, mojo srce, mojoga srca). Pridevniška končnica srednjega spola v imenovalniku je celo drugačna, če je pridevnik neoseben (brez samostalnika), ker takrat v vsakem prekmurskem govoru govorijo na primer Trno vrouče je gnes. Fse san napravo. Izjeme so svojilni zaimki, ki imajo v ednini samo končnico -o v srednjem spolu: Tou je mojo/tvojo/svojo/našo/vašo. V nekaterih dolinskih govorih za omenjenimi zvočniki lahko pride glas e kot v knjižni slovenščini.
V prekmurščini za soglasniki c, č, š, ž, s ne pride pripona j (Boži). V drugih primerih se pripona j prevrsti v drugo mesto: vrag, vrajži.
Samoglasnik u večinoma izgine na začetku besed (mrejti) ali se pojavlja kaka proteza kot v ali f (vživati, fčitel, fčenec).
Glas v se pred samoglasniki, zvočniki in zvenečimi nezvočniki izgovarja kot v: višnja, glavna, v goricaj. Pred nezvenečimi nezvočniki in na koncu besede se izgovarja kot f (fčera, brütif).
Premen in izgub glasov je še več:
- sklop kd ja prešel v št, na primer što (kdo)
- sklop tl prehaja v kl (mekla)
- drugotni sklop dl prehaja v l (gejla/jejla)
- sklop tm prehaja v km (kmica)
- sklop dn prehaja v gn (gnes)
- končni z po izgubi zvenečnosti preide v s (skous)
- končni ž po izgubi zvenečnosti preide v š (klantoš, Mikloš)
- pojavlja se priličenje s>š in z>ž (ščasoma, ž njin, ž njega)

Večinoma je povsem ohranjen sklop šč (ešče, ščeti), izjema je govor madžarskih Slovencev, kjer v števanovski okolici govorijo štj (eštje, štjeti), na Gornjem Seniku pa šk (eške, šketi).
Trdi končni l večinoma izpada in se razvija v u ali o: krau, spau, mislo.
Palatalnega lj v prekmurščini ni, vendar se spreminja v u v naglašeni poziciji (krau, pepeu, cigeu) ali se razvija v trdi l: lübiti, lübezen, metül, cepleni, trplenje, klüč.
Glas h onemi na začetku besede (iža). V medsamoglasniškem h prehaja v j (müja). V izglasju h preide v j (praj). V sklopu hč preide v š (nišče), v sklopu hv pa prehaja v f (fala, zafalnost). Izjeme so nekateri vaški govori (Gornja, Dolnja in Srednja Bistrica). Prav tako ostane glas h v nekaterih prevzetih besedah iz knjižne slovenščine, na primer: zahtejva.

#### Dvoglasniki
Prekmurščina je bogata z dvoglasniki, vendar je njihova raba različna v govorih.
Dvoglasnik ej je sestavljen iz kratkega ozkega e in kratkega nepopolno izgovorjenega i, na primer: črejpnja, drejti, lejko, strejlati, vrejdnost. Dvoglasnik ej je nastal iz stalno dolgega jata ĕ.
Dvoglasnik ou je sestavljen iz o in kratkega nepopolno izgovorjenega u, na primer: Boug, črvou, gospoud, koula, nouga, obrnouti, posouda, rouka, stoupiti, tour. Dvoglasnik ou je nastal iz stalno dolgega o in stalno dolgega ǫ.
V nekaterih govorih je značilni dvoglasnik au, ki ga govorijo namesto ou, zlasti v severnih krajih. Različni kratki in zlasti dolgi samoglasniki so razširjeni z j, z le-tem pa se tudi diftongizirajo, na primer: üj večinoma na Ravenskem (küjpiti, küjriti, lüjbiti). Tudi v števanovski okolici na Madžarskem je veliko dvoglasnikov öj, ki jih govorijo namesto ü, na primer: döj, dröjzgati, tjöjpiti, ki so v drugih govorih düj, drüzgati, küpiti.
Redko govorijo dvoglasnik uj ali aj, na primer: čujskati, mujvanca, mujvati; cajt, majster, najgerik, snajžen.

### Oblikoslovje
V oblikoslovju je shranjeno vse bogastvo razvoja oblik in pisanost naglasnih tipov, zlasti končno naglašanje ustvarja podobo ritmično razgibanega jezika. Ohranjena je vsa fleksija, trije spoli, tri števila, trije časi. V porabskem narečju (predvsem v števanovskem govoru) in v severnogoričkem narečju ženske uporabljajo obliko moškega spola, ko govorijo o sebi v prvi osebi, pa tudi v pripovedi o ženski uporabljajo moško obliko, če se njeno ime končuje na soglasnik.

#### Sklanjatev in spregatev

##### Samostalniki
V prekmurščini je pravtako v sklanjatvi šest sklonov (imenovalnik, rodilnik, dajalnik, tožilnik, mestnik in orodnik). Vsak spol ima svoje oblike v sklanjatvi, hkrati pa ima veliko sklonov enake oblike zlasti v množini, zato je sklanjatev v prekmurščini bolj enostavna.
V sklanjatvi dvoglasniških besed lahko dvoglasnik izgine s spreminjanjem sklona ali števila, ali pa se prestavi na konec besede na primer: Boug, Boga, Bougi, z Bougon. V množini je dajalnik istega samostalnika bogoun. Lahko se spreminja tudi naglas, na primer v imenovalniku rosa [rósa], v rodilniku rose [rosé].
| Moški spol  | Moški spol                                                               | Moški spol                    | Moški spol                                            | Moški spol |
| Sklon       | Ednina                                                                   | Dvojina                       | Množina                                               |            |
| ----------- | ------------------------------------------------------------------------ | ----------------------------- | ----------------------------------------------------- | ---------- |
| Imenovalnik | ø                                                                        | -a                            | -i(éGoričko, Ravensko)                                |            |
| Rodilnik    | -a                                                                       | -a, -of/ouf                   | -of/ouf                                               |            |
| Dajalnik    | -i(éGoričko, Ravensko), -ej(odvisno od nekaterih posebnih samostalnikov) | -oma                          | -on, -an(odvisno od nekaterih posebnih samostalnikov) |            |
| Tožilnik    | -ø, -a(odvisno od živega ali neživega tipa)                              | -a                            | -e                                                    |            |
| Mestnik     | -i(éGoričko, Ravensko)                                                   | -ama, -aj(odvisno od narečja) | -aj, -i(odvisno od narečja)                           |            |
| Orodnik     | -on                                                                      | -oma                          | -ami, -i(odvisno od narečja)                          |            |

| Druga moška sklanjatev | Druga moška sklanjatev                          | Druga moška sklanjatev        | Druga moška sklanjatev        | Druga moška sklanjatev |
| Sklon                  | Ednina                                          | Dvojina                       | Množina                       |                        |
| ---------------------- | ----------------------------------------------- | ----------------------------- | ----------------------------- | ---------------------- |
| Imenovalnik            | -a                                              | -a                            | -e, -i(odvisno od narečja)    |                        |
| Rodilnik               | -o, -e(odvisno od narečja)                      | -of, -a(odvisno od narečja)   | -ø, -of(odvisno od narečja)   |                        |
| Dajalnik               | -i(éGoričko, Ravensko), -ej(odvisno od narečja) | -oma                          | -on                           |                        |
| Tožilnik               | -o                                              | -a, -i(odvisno od narečja)    | -e                            |                        |
| Mestnik                | -i(éGoričko, Ravensko)                          | -oma, -aj(odvisno od narečja) | -aj                           |                        |
| Orodnik                | -of                                             | -oma                          | -ami, -ai(odvisno od narečja) |                        |

| Ženski spol | Ženski spol                                                              | Ženski spol                                                  | Ženski spol                                                             | Ženski spol |
| Sklon       | Ednina                                                                   | Dvojina                                                      | Množina                                                                 |             |
| ----------- | ------------------------------------------------------------------------ | ------------------------------------------------------------ | ----------------------------------------------------------------------- | ----------- |
| Imenovalnik | -a, -ø(druga ženska skalanjatev)                                         | -i, -ej(odvisno od nekaterih samostalnikov)                  | -e, -i(druga ženska sklanjatev)                                         |             |
| Rodilnik    | -e, -ej(odvisno od nekaterih samostalnikov), -i(druga ženska sklanjatev) | -ø, -ej(v nekaterih narečjih), -i(v drugi ženski sklanjatvi) | -ø, -i(druga ženska sklanjatev)                                         |             |
| Dajalnik    | -i(éGoričko, Ravensko), -ej(odvisno od nekaterih posebnih samostalnikov) | -ama                                                         | -an                                                                     |             |
| Tožilnik    | -o/ou, -ø(druga ženska sklanjatev)                                       | -i, -ej(odvisno od posebnih samostalnikov)                   | -e, -ej(odvisno od posebnih samostalnikov), -i(druga ženska sklanjatev) |             |
| Mestnik     | -i(éGoričko, Ravensko)                                                   | -ama, -aj(odvisno od narečja)                                | -aj, -ama(druga ženska sklanjatev)                                      |             |
| Orodnik     | -of/ouf, -jo(druga ženska sklanjatev)                                    | -ama                                                         | -ami, -ama(druga ženska sklanjatev, a samo v nekaterih narečjih)        |             |

| Srednji spol | Srednji spol                                                             | Srednji spol                                   | Srednji spol       | Srednji spol |
| Sklon        | Ednina                                                                   | Dvojina                                        | Množina            |              |
| ------------ | ------------------------------------------------------------------------ | ---------------------------------------------- | ------------------ | ------------ |
| Imenovalnik  | -e, -o                                                                   | -i(éGoričko, Ravensko)                         | -a                 |              |
| Rodilnik     | -a                                                                       | -ø, -i(éGoričko, Ravensko; odvisno od narečij) | -ø                 |              |
| Dajalnik     | -i(éGoričko, Ravensko), -ej(odvisno od nekaterih posebnih samostalnikov) | -oma                                           | -an                |              |
| Tožilnik     | -o, -e                                                                   | -i(éGoričko, Ravensko)                         | -a                 |              |
| Mestnik      | -i(éGoričko, Ravensko)                                                   | -oma, -aj(odvisno od narečja)                  | -aj                |              |
| Orodnik      | -on                                                                      | -oma                                           | -ami, -i(Dolinsko) |              |

V imenovalniku množine imajo nekateri samostalniki moškega spola končnico -gej (lidgej) (Goričko, Ravensko) ali -je (gospoudje). Na Dolinskem govorijo samo končnico -je: lidje, lüdje, gospoudje. Nekoč so bile množinske končnice -cke, -cje, -ci, na primer betežnicke, betežnicje, betežnici, ki so do danes povsem izginile. Namesto tega govorijo -i(é) (betežniki).
Samostalniki srednjega spola, ki se končujejo na -e, se podaljšajo z zlogom en, na primer: ime, imena, breme, bremena, pleme, plemena. V stari prekmurščini je bilo veliko teh samostalnikov kot breme, vrejme, pleme, maskulariziranih in so tako postali vrejmen, bremen, plemen. Danes govorijo maskulanizirane samostalnike srednjega spola le starejši ljudje na Goričkem in Slovenci na Madžarskem.
Nekateri drugi samostalniki srednjega spola s končnico -e se podaljšajo z zlogom -et, na primer: tele, teleta, dejte, deteta, žrebe, žrebeta kot v knjižni slovenščini. Toda v sklanjatvi besed tejlo (telo), vüjo (uho), drejvo (drevo) se ne podaljšajo kot v slovenskem knjižnem jeziku z zlogom -es (telo, telesa). V prekmurščini se sklanjajo kot drugi samostalniki srednjega spola: tejlo, tejla, vüjo, vüja, drejvo, drejva. V tem primeru je prekmurščina podobna hrvaščini.

##### Pridevniki
| Moški spol  | Moški spol                                           | Moški spol                   | Moški spol                                                             |
| Sklon       | Ednina                                               | Dvojina                      | Množina                                                                |
| ----------- | ---------------------------------------------------- | ---------------------------- | ---------------------------------------------------------------------- |
| Imenovalnik | -i(éGoričko, Ravensko), ø(redko)                     | -iva, -eva                   | -i(éGoričko, Ravensko)                                                 |
| Rodilnik    | -oga                                                 | -iva, -eva, -ivi(j), -evi(j) | -i(j)                                                                  |
| Dajalnik    | -omi(éGoričko, Ravensko)                             | -ima                         | -in, -én(odvisno od glasoslovnih značilnosti na Ravenskem in Goričkem) |
| Tožilnik    | -i(éGoričko, Ravensko), ø(redko), -oga(v živem tipu) | -iva, -eva                   | -e                                                                     |
| Mestnik     | -on                                                  | -ima, -ivaj, evaj, -i(j)     | -i(j)                                                                  |
| Orodnik     | -in                                                  | -ima, -ivima, -evima         | -imi(éGoričko, Ravensko)                                               |

| Ženski spol | Ženski spol | Ženski spol                                            | Ženski spol                                                            |
| Sklon       | Ednina      | Dvojina                                                | Množina                                                                |
| ----------- | ----------- | ------------------------------------------------------ | ---------------------------------------------------------------------- |
| Imenovalnik | -a          | -ivi(é), -evi(éGoričko, Ravensko)                      | -e                                                                     |
| Rodilnik    | -e          | -ivi(j), -evi(j), -i(j),                               | -i(j)                                                                  |
| Dajalnik    | -oj         | -ima                                                   | -in, -én(odvisno od glasoslovnih značilnosti na Ravenskem in Goričkem) |
| Tožilnik    | -o          | -ivi(éGoričko, Ravensko), -evi(éGoričko, Ravensko), -i | -e                                                                     |
| Mestnik     | -oj         | -ima, -ivaj, -evaj, -i(j)                              | -i(j)                                                                  |
| Orodnik     | -of         | -ima, -ivima, -evima                                   | -imi(éGoričko, Ravensko)                                               |

| Srednji spol | Srednji spol                                       | Srednji spol                                       | Srednji spol                                                           |
| Sklon        | Ednina                                             | Dvojina                                            | Množina                                                                |
| ------------ | -------------------------------------------------- | -------------------------------------------------- | ---------------------------------------------------------------------- |
| Imenovalnik  | -o, -e(redko, predvsem na Dolinskem)               | -ivi(é), -evi(éGoričko, Ravensko)                  | -a                                                                     |
| Rodilnik     | -oga, -ega(redko, predvsem na Dolinskem)           | -ivi(j), -evi(j), -i(j)                            | -i(j)                                                                  |
| Dajalnik     | -omi(éGoričko, Ravensko), -evi(éGoričko, Ravensko) | -ima                                               | -in, -én(odvisno od glasoslovnih značilnosti na Ravenskem in Goričkem) |
| Tožilnik     | -o, -e(redko, predvsem na Dolinskem)               | -ivi(éGoričko, Ravensko), -evi(éGoričko, Ravensko) | -a                                                                     |
| Mestnik      | -on                                                | -ima, -ivi(j), -evi(j), -i(j)                      | -i(j), -aj(na Goričkem)                                                |
| Orodnik      | -in                                                | -ima, -ivima, -evima                               | -ima, -imi(éGoričko, Ravensko)                                         |

Pridevniki se pravtako stopnjujejo kot v knjižni slovenščini z obrazili -ši, -ejši, -ajši. V pogovoru (kot tudi v starem knjižnem jeziku ali v jeziku sodobnih pisateljev) je zelo pogosto opisno stopnjevanje z besedama bole, najbole, če pridevnik pomeni barvo, se končuje na -ski, -ški, -ki, -čki, -nji ali na -č, -l, -en, -t, če je pridevnik snovni v prenesenem pomenu, če se končuje na -av, -ast, -en, -at in podobno. Pravtako je precej pogosto elativno stopnjevanje v pogovoru in pisavi.

##### Zaimki
Osebni zaimki:
| Ime. | ge(s)(Goričko, Ravensko) jes(Dolinsko) | müva     | mi     | ti             | vi     | vüva(moški) vüve(ženska) | vi     | un       | una          | njüva/njiva(moški) oneva(moški) njüve/njive(ženska) | uni(moški) une(ženska) |
| Rod. | mene/me                                | naja/naj | nas    | tebe(j)/te     | vas    | vaj(a)                   | vas    | njega/ga | nje(j)/je    | njiva(moški) njivi(ženska)                          | nji(j)/jih(j)          |
| Daj. | meni/mi                                | nama     | nan    | tebi/ti        | van    | vama                     | van    | njemi    | njoj/njej/ji | njima                                               | njin/jin               |
| Tož. | mene/me                                | naja/naj | nas    | tebe(j)/te     | vas    | vaj(a)                   | vas    | njega/ga | njou/jo      | njiva(moški) njivi(ženska)                          | nji(j)/jih/je          |
| Mes. | v meni                                 | v nama   | v nas  | v tebi         | v vas  | v vama                   | v vas  | o njen   | v njoj/njej  | v njima                                             | v nji(j)               |
| Oro. | z menof/z meuf                         | z nama   | z nami | s tebof/s teuf | z vami | z vama                   | z vami | ž njin   | ž njouf      | ž njima                                             | ž njimi                |

Povratni osebni zaimek:
- sebe(j)/se (rodilnik, tožilnik)
- sebi/si (dajalnik)
- (v) sebi (mestnik)
- s sebof/seuf (orodnik)

- Vprašalni zaimek: što, ka, zakoj
- Nedoločni zaimek: nekák, nešče, neka/nika
- Nikalni zaimek: nišče, nika
- Oziralni zaimek: što, ka
- Celostni zaimek: sakši/saki, fse

| Sklanjatev  | Sklanjatev               | Sklanjatev |
| Sklon       | što                      | ka         |
| ----------- | ------------------------ | ---------- |
| Imenovalnik | što                      | ka         |
| Rodilnik    | koga                     | česa/koj   |
| Dajalnik    | komi(éGoričko, Ravensko) | čemi       |
| Tožilnik    | koga                     | ka/kaj     |
| Mestnik     | kon                      | čen/kon    |
| Orodnik     | kon                      | čin/ken    |

##### Števniki
V prekmurščini se je ohranil stari način dvoštevilčnih števil. Na prvo mesto pride desetka, nato enoštevilčno število. Veznika ne uporabijo. na primer enainštirideset (41) je v prekmurščini štirideset eden. Števila, začenši s stou, gezero/jezer (tisoč), milijon, milijarda, tudi v prekmurščini zmeraj pridejo na prvo mesto.

##### Glagoli
Glagolska pripona na Goričkem in večidel na Ravenskem je -i-, glagolska končnica pa -ti (na primer dosegniti, süniti, zdigniti). Na Dolinskem in v nekaterih ravenskih vaseh je glagolska pripona -o-, glagolska končnica je pravtako -ti kot v drugih dveh glavnih prekmurskih govorih (na primer dosegnoti, sünoti, zdignoti). Nekateri redki glagoli imajo pripono -ou- (na primer minouti, obrnouti, počinouti), ki so prisotni v vseh treh glavnih govorih.
Prekmurska spregatev glagolov ima nekaj posebnosti: pri nekaterih glagolih se osebno obrazilo -jo za 3. osebo združi v isti zlog z glasom pred njim v -o, na primer: začajo – začo, bijejo – bijo, delajo – delao.
| Sedanjik   | Sedanjik                    | Sedanjik                  | Sedanjik                  |
| ---------- | --------------------------- | ------------------------- | ------------------------- |
| Ednina     | lübin                       | lübiš                     | lübi                      |
| Dvojina    | lübiva                      | lübita                    | lübita                    |
| Množina    | lübimo                      | lübite                    | lübijo                    |
| Preteklik  |                             |                           |                           |
| Ednina     | san/sen lübo(m.) lübila(ž.) | si lübo(m.) lübila(ž.)    | je lübo(m.) lübila(ž.)    |
| Dvojina    | sva lübila(m.) lübili(ž.)   | sta lübila(m.) lübili(ž.) | sta lübila(m.) lübili(ž.) |
| Množina    | smo lübili(m.) lübile(ž.)   | ste lübili(m.) lübile(ž.) | so lübili(m.) lübile(ž.)  |
| Prihodnjik |                             |                           |                           |
| Ednina     | mo lübo(m.) lübila(ž.)      | boš lübo(m.) lübila(ž.)   | de lübo(m.) lübila(ž.)    |
| Dvojina    | va lübila(m.) lübili(ž.)    | ta lübila(m.) lübili(ž.)  | ta lübila(m.) lübili(ž.)  |
| Množina    | mo lübili(m.) lübile(ž.)    | te lübili(m.) lübile(ž.)  | do lübili(m.) lübile(ž.)  |
| Pogojnik   |                             |                           |                           |
| Ednina     | bi lübo(m.) lübila(ž.)      | bi lübo(m.) lübila(ž.)    | bi lübo(m.) lübila(ž.)    |
| Dvojina    | bi lübila(m.) lübili(ž.)    | bi lübila(m.) lübili(ž.)  | bi lübila(m.) lübili(ž.)  |
| Množina    | bi lübili(m.) lübile(ž.)    | bi lübili(m.) lübile(ž.)  | bi lübili(m.) lübile(ž.)  |

Deležniška končnica v moškem spolu je -o ali -u, odvisno od glasu, ki je pred deležnikom. Če je to samoglasnik, takrat uporabijo -u na koncu (biu, skriu, znau, dau, šou/šau), če je soglasnik, pa uporabijo -o (mogo, delo, odo, lübo, gučo). V drugem spolu in številu je deležnik -l, ki mu je dodana končnica, ki označuje spol in tudi njegovo število (bili, bila, bilou; znali, znala, znalo; šli, šla, šlo).
Na Dolinskem je pogostejša deležniška končnica u (büu, mogeu, delau), ker se lahko druži v tem govoru vedno s samoglasniki. Čeprav je nekaj izjem kot lübiti ali oditi (lübo, odo; v drugih manjših govorih lübu, odu).
V tretji osebi ednine se lahko rabi pomožni glagol bou samo v tistih kontekstih, v katerih ni glagola, na primer: Tüu naj bou v dvorani (Tiho naj bo v dvorani).

### Besedišče
Prekmursko besedišče je izvrstno bogato, ker se je zmeraj razširilo z ljudskimi tvorbami, prevzetimi besedami iz tujih ali sorodnih jezikov in novotvorjenkami književnikov. V živem govoru so ohranili veliko besed, tudi sodobni avtorji uporabljajo besede iz stare knjižne prekmurščine, ki so ustrezne za sodobno rabo.
V besedišču je veliko arhaizmov, na primer beseda ves (vas): spis, ki opisuje spreobrnjenje Karantancev, omenja naselje Lindol ves. Beseda mlaka pomeni lužo ali kal, ki je manjša stoječa voda. Nekoč so bile mlake pri starih kmečkih hišah, v katere so zbirali vodo iz dežja ali snega, da bi napajali živino, polivali vrte in prali obleke. Mlaka izvira iz praslovanske *mőlka. Beseda lejs v prekmurščini velikokrat pomeni gozd, ki je morda iz praslovanske *lĕ̂sь. Izvirni izraz lahko pomeni zapuščeno zemljišče, na katerem je pognalo grmičevje, torej se je začelo pogozditi. Krščanski praznik binkošti so v prekmurščini risali, saj izvirajo iz starocerkvene slovanske rusalije (praznik rož).
Pri nekih besedah se pojavi etimološka mutacija. To pomeni, da se prekmurščina razlikuje tudi v nekaterih podobnih besedah, ki imajo različen pomen. To so tako imenovani lažni prijatelji, na primer günec, jünec slovensko vol. Knjižni slovenski junec pomeni goveji mladič moškega spola oziroma mlad bik. Prekmurski grah, graj pomeni fižol, knjižni slovenski grah v prekmurščini je grajšček. Beseda glejv, lejv je v knjižni slovenščini svinjak, hlev pa je v prekmurščini štala (iz nemško Stall). Prekmurski stüdenec pomeni v knjižni slovenščini vodnjak, medtem ko je studenec v prekmurščini vretina.
Nekateri kraji v Prekmurju in Porabju imajo svoje značilne besede, kadar se druge besede razlikujejo le po naglasu. Na Goričkem fantu rečejo pojeb, pojbič, na Dolinskem pa dečko. Za pokopališče imajo naslednje besede v raznih govorih: cintor (Zgornje Goričko, Porabje, Dolinsko), brütif, brütof, britof (Goričko, Ravensko), grobišče (Severovzhodno Goričko).
Ljudski jezik je tvoril izraze za predmete ali pojme s prevzetjem tehnologije ali gospodarskih načinov. Največ ljudskih tvorb je v kmetijskem besedišču: čemerika, črtalo, graba, grajour, grmalija, ilojca, krčefka, letina, lüpati, mlejčnjek, nagrca, orač, osovina, ostrica, ograd, pepelnik, pernjača, rasoje, ritonja, sejanca, torica, vinjek, vodejr, zemlenjak in tako naprej. Te besede so ogrožene zaradi izginjanja poljedelstva v Prekmurju.

### Madžarizmi
Madžarščina je veliko vplivala na prekmurščino, saj so ogrski Slovenci pripadali madžarskemu državnemu in cerkvenoupravnemu sistemu do konca prve svetovne vojne in so imeli neposredne stike z madžarsko kulturo.
Razvoj prekmurskega glasu ö, ki je nastal po labializaciji glasu e, je tako verjetno vpliv madžarskega jezika.
Veliko madžarskih izposojenk se je tudi v knjižni prekmurščini udomačilo in madžarske izposojenke so še danes pomemben in značilen del prekmurskega besedja.
| Prekmurščina                            | Madžarščina     | Slovenščina    |
| --------------------------------------- | --------------- | -------------- |
| beteg, betežen                          | betegség, beteg | bolezen, bolan |
| čonta, čunta                            | csont           | kost           |
| engriš                                  | egres           | kosmulja       |
| gezero,Goričko, Ravensko jezeroDolinsko | ezer            | tisoč          |
| pajdaš                                  | pajtás          | kamerad        |
| laboška                                 | lábas, lábos    | kozica         |
| ugorka                                  | uborka          | kumara         |
| koudiš                                  | koldus          | berač          |
| valon                                   | való            | veljaven       |
| varaš                                   | város           | mesto          |

### Germanizmi
Čeprav se germanizmi nahajajo v vsakem slovenskem narečju, se prekmurščina razlikuje od drugih slovenskih narečij po številnih posebnosti, na katere so vplivali tudi zgodovinski, geografski, verski in politični dejavniki. Tudi knjižna prekmurščina je prevzela dokaj nemških izrazov. Še danes je najbolj močan vpliv nemščine na Goričkem in v Porabju. Iz nemščine je izposojeno še nekaj predlogov: cuj k, coj, kcoj, ober.
| Prekmurščina           | Nemščina                        | Slovenščina              |
| ---------------------- | ------------------------------- | ------------------------ |
| brütif, brütof         | Friedhof                        | pokopališče              |
| cajgar                 | Zeiger                          | kazalec                  |
| cigeu                  | Ziegel                          | opeka                    |
| cimprati               | zimmparon(bavarsko)             | graditi                  |
| cug                    | Zug                             | vlak                     |
| cvek                   | zwëc(srednjevisoko nemško)      | žebelj                   |
| dönok, denok           | dennoch(srednjevisoko nemško)   | vendar                   |
| fabrika                | Fabrik                          | tovarna                  |
| fašenek                | Fasching                        | pust                     |
| farba                  | Farbe                           | barva                    |
| farar                  | Pfarrer                         | duhovnik (protestantski) |
| fejronga               | Vorhang                         | zavesa                   |
| förtoj                 | Fürtuch(bavarsko)               | ženski predpasnik        |
| glaž                   | Glas                            | steklo                   |
| gratati                | geraten                         | postati, nastati         |
| gvant                  | Gewand                          | obleka                   |
| lampe                  | Lippen                          | usta                     |
| pejgla                 | Bügeleisen                      | likalnik                 |
| plac                   | Plaz                            | trg                      |
| rafankeraš, rafankerar | Rauchfangkehrer                 | dimnikar                 |
| šalica                 | Schale(bavarsko)                | skodelica                |
| šker                   | geschirre(srednjevisoko nemško) | orodje                   |
| špilati                | spielen                         | igrati                   |
| šrajf                  | Schrafe(bavarsko)               | vijak                    |
| šraklin                | Schürhakel                      | žarač, grebača           |
| žajfa                  | Seife                           | milo                     |

### Ostale tujke
Zasledimo tudi latinske tujke, ki jih je posredovala madžarščina, nemščina ali hrvaščina. To so na primer: bauta/bunta (trgovina, latinsko voluta), cintor (pokopališče, latinsko coementerium), kanta (ročka, latinsko canna), kupica (kozarec, latinsko cuppa), marela (dežnik, italijansko ombrella), numera (število, številka, latinsko numerus), oštarija (gostilna, italijansko osteria) štacun (prodajalna, beneško stazona), somar (osel, beneško somaro), upkaš (smrdokavra, latinsko upupa).

## Zgodovina

### Dvojni razvoj: osrednja in vzhodna slovenščina
V slovenskem jezikoslovstvu ter jezikoslovni in literarni zgodovini je bilo do 21. stoletja premalo upoštevano dejstvo dvojničnega razvoja slovenskega jezika, ki je posledica alpskega (osrednjega) in panonskega jezikovnega in kulturnega razvoja ter zgodovinskih in geografskih razmer. Osrednjeslovenski knjižni jezik se je normativno razvijal na časovni premici od Brižinskih spomenikov do nastopa Primoža Trubarja ter prizadevanja različnih izobraženih krogov in zastopnikov (Marko Pohlin, Jernej Kopitar, Matija Čop).
Jezikoslovec Avgust Pavel piše o položaju prekmurščine tako, da prekmurski jezik
/.../ spada v skupino južnoslovanskih jezikov. Pravzaprav je le osamosvojeno, večje narečje slovenskega jezika, od katerega se razlikuje predvsem v naglasu, tonu, mehčanju soglasnikov in očitnem pomanjkanju sodobnega besednega zaklada, ker jezik ni doživel resnejše obnove.
Tudi vzhodna slovenščina ima dve različici: prekmurski knjižni jezik, ki se je normativno razvijal od 16. do 20. stoletja in vzhodnoštajerski knjižni jezik, ki je prenehal v 19. stoletju. Ogrski Slovenci med Muro in Rabo so bili bolj ločeni od osrednjeslovenskega jezikovnega prostora, medtem ko so štajerski Slovenci imeli razmeroma več stikov z današnjo Osrednjo Slovenijo.

### Rokopisna tradicija
Ogrski Slovenci so v 16. stoletju po načelu Cuius regio, eius religio (Čigar dežela, tega vera) prevzeli protestantsko vero od svojih madžarskih veleposestnikov. Protestantska vera je omogočila Slovencem pouk in pridigo v maternem jeziku, čeprav v tem času prekmurščina še ni bila knjižna, zato so pomanjkljivost poskusili nadomeščati z rabo kajkavskih knjig.
V današnjem Prekmurju so nastale tri pomembnejše rokopisne pesmarice: prva Martjanska pesmarica, druga Martjanska pesmarica in Markišavska pesmarica.
Prvo Martjansko pesmarico so od časa do časa dopolnjevali različni avtorji. Prve pesmi so nastale približno v prvi polovici 16. stoletja. Poleg verskih pesmi vsebuje tudi nekaj posvetnih ljubezenskih pesmi. Pesmarica kaže močno sorodnost z drugimi kajkavskimi pesmaricami. Te povezanosti močno vplivajo na jezik zgodnjih prekmurskih pesmaric, kljub temu pa so ogrski Slovenci ohranili svojo narodno in jezikovno samozavest. Naslanjali so se sicer na razvito kajkavsko književnost, zlasti takrat, ko je bilo to nujno pri nadomestitvi manjkajočih strokovnih terminologij v prekmurskem knjižnem jeziku.
Rokopisno izročilo še ni bilo prekinjeno po kodifikaciji knjižne prekmurščine v tiskanih knjigah, saj so imele rokopisne pesmarice še vedno pomembno vlogo v prekmurski književnosti. Prekmurske tiskane knjige niso bile dosegljive vsem ljudem, zaradi tega so si v svoje zvezke prepisovali ljudske verske pesmi, ki so jih slišali ali videli v drugih rokopisih ali pa v tiskih. Več pomembnih knjig je ostalo v rokopisu (na primer slovnice ali znanstvena dela v prekmurščini), ki pričajo o izraziti moči prekmurskega jezika.

### Kodifikacija prekmurskega jezika
Prva tiskana knjiga v prekmurščini je izšla leta 1715 pod naslovom Mali katechismus. Avtor je evangeličanski duhovnik in pisatelj Franc Temlin. Gre za prevod Lutrovega Malega katekizma iz madžarščine. V tej knjigi je avtor poskušal oblikovati nadnarečni knjižni jezik, ki bi bil lahko razumljiv na širšem govornem prostoru prekmurščine.
Štefan Küzmič je kodificiral prekmurski knjižni jezik s prevodom Nove zaveze Svetega pisma, ki ga je objavil leta 1771 pod naslovom Nouvi Zákon. V njegovem predgovoru je znasnoval pomen prekmurskega jezika. Njegovim načelom so sledili tudi v 20. stoletju ne samo protestanti, ampak tudi prekmurski katoliki.
| Izvirno besedilo | Prevod v knjižno slovenščino |
| --- | --- |
| §. 14. Sto de tak kráto naſim med Mürom i Rábom prebívajoucſim ſzlovenom tè ſz. Bo'ze knige na ſzvoj jezik, po ſterom ſzamom li vu ſzvoji Prorokov i Apoſtolov píſzmaj gucsécsega Bogà razmijo, obracsati? geto je i nyim zapovidáva Goſzpodin Boug ſteti; da je moudre vcſiníjo na zvelicſanye po vöri vu Jezuſi Kriſztuſi; tou pa ni ſzTruberovòga, ni Dalmatinovoga, ni Frenczelovoga, niti znikakſega drügoga obracsanya (verſio) csakati nemorejo. Ár tej naſi Vogrſzki ſzlovenov jezik od vſzej drügi doſzta tühoga i ſzebi laſztivnoga mà. Kakti i vu naprej zracsúnani ſze veliki rázlocsek nahája. Zâto je potrejbno bilou tákſemi csloveki naprej ſztoupiti: kíbi vetom delao Bougi na díko, a' ſzvojemi národi pa na zvelicsanye. Liki je i Goſzpodin Boug na tou nadigno Stevan Küzmicsa Surdánſzkoga Farara: kí je zGrcskoga pouleg premoucſi i pomáganya Dühà ſzvétoga zvelikom gyedrnoſztjom na ete, kákſega ſtés i csüjes, jezik czejlo Nouvi Zákon obrnyeni i ſztroskom vnougi vörni düsícz vö zoſtámpani i tebi rávno tak za toga zroka, za ſteroga volo ti je 'ze pred temtoga od nyega ſzprávleni Vöre Krſztsánſzke Krátki Návuk i vHalli 1754. ſtámpani, vrokè dáni. | §. 14. Kdo bo torej kratil našim med Muro in Rabo prebivajočim Slovencem te svete božje knjige prevajati na svoj jezik, v katerem edinem razumejo Boga, ko jim govori po prerokih in apostolskih pismih? Gospod Bog tudi njim zapoveduje, naj jih berejo, da jih zmodrijo za zveličanje po veri v Jezusa Kristusa. Tega pa ne morejo čakati iz Trubarjevega, Dalmatinovega, niti iz Francelovega ali kakšnega drugega prevoda (versio). Ta jezik naših ogrskih Slovencev ima namreč za razliko do vseh drugih dosti njim tujega in svojega lastnega. Kajti v že prej omenjenih se najde velika razlika. Zato je bilo potrebno nastopiti takemu človeku, ki bi s tem delom pripravil Bogu slavo, svojemu narodu pa zveličanje. Tako je gospod Bog za to spodbudil Števana Küzmiča, šurdskega duhovnika, ki je prevedel iz grščine s pomočjo in pomaganjem Svetega Duha ter veliko pridnostjo celo Novo zavezo na ta jezik, katerega bereš in poslušaš. S pomočjo mnogih vernih duš je tiskana in tebi v roke dana iz ravno tega vzroka, iz katerega ti je že pred tem od njega pripravljeni Vöre Krſztsánſzke Krátki Návuk, tiskan leta 1754. |

Mikloš Küzmič je nadaljeval z normiranjem prekmurskega slovenskega knjižnega jezika. Mikloš je bil katoliški dekan, vendar je popolnoma sprejel Štefanov jezik, ki ga je tudi dopolnil in izboljšal. Njegov učbenik ABC kni'zicza je bila več kot pol stoletja v obvezni rabi v šolah. Pravtako je bil zel poljuden njegov molitvenik Kniga molitvena, ki je bila 27-krat ponatisnjena.
Pesnik Mihael Barla je v dvajsetih letih 19. stoletja izoblikoval nov črkopis, v kateri uporabi črke ô in ê za označevanje dvoglasnikov ou in ej. Puconski učitelj Štefan Lülik je v svojem učbeniku Nôvi abeczedár prevzel Barlov črkopis, čeprav je bila ta pisava v rabi samo v knjigah evangeličanskih avtorjev. Lülik je napisal obsežnejši učbenik v tej pisavi, v katerem je tudi napisal verjetno prvo slovnico prekmurskega jezika, vendar je ostala ta knjiga le v rokopisu.

### Uveljavitev prekmurščine na vseh funkcionalnih področjih
Prekmurski knjižni jezik je postal kultiviran jezikovni sistem s kodificiranimi ravnmi ter potrebnimi slogovnimi sredstvi in pomenskimi sklopi.
Jožef Košič je prestavil prekmurščino iz verskih okvirov v širše znanstvene in družbene okvire, ko je napisal bonton Zobriszani Szloven i Szlovenka med Műrov i Rábov in zgodovinsko knjigo Zgodbe vogerszkoga králesztva. Največja prelomnica je bil prvi prekmurski časopis Prijátel, ki ga je izdajal Imre Augustič od leta 1875 do 1879. Augustičev časopis je služil kot izhodišče za kasnejšo prekmursko periodiko. Veliko je prispeval k razvoju prekmurskega znanstvenega jezika Augustičev Prirodopis s kepami (1878), ki ga je avtor napisal v gajici.
Leta 1899 je začel izhajati Dober pajdás kalendárium. Ta in Augustičev Prijátel sta se v glavnem ukvarjala s posvetnimi temami (politika, javno življenje, leposlovje, znanstvenost, gospodarstvo in tako naprej). Leta 1904 je bil prvič objavljen Kalendar Szrca Jezusovoga, ki tematsko ni bil omejen samo na vero, ampak je prinašal ogromno člankov na primer o svetovni politiki, zdravstvu, industriji, poljedelstvu, zgodovini in tako naprej.
Novine Jožefa Klekla (starejšega) so bile najpomembnejši časopis prekmurske publicistike in so izhajale med letoma 1913 in 1941. Pomembni periodiki sta še evangeličanski Düsevni liszt (1922–1942) in Evangelicsanszki kalendari (1923–1942). Pomemben je tudi časopis izseljencev v Združenih državah Amerikanszki Szlovencov glász, ki je prenehal izhajati leta 1954.
Publicistična dela so opravljala informativno in izobraževalno vlogo, ker so s svojo vsebino nadomeščala pomanjkanje posebne strokovne literature v prekmurščini, ker je madžarizacijska politika ovirala založništvo. Zatorej je bil tudi neverski del prekmurske književnosti zelo obsežen in ni bil priložnosten ali nerazvit.
Prekmurski jezik so po prvi svetovni vojni v cerkvah, knjigah in časopisih uporabljali kot knjižni jezik. Med dvema vojna, v času Kraljevine Jugoslavije, je prekmurska publicistika cvetela in so izdali mnogo različnih knjig kot tudi na primer strokovne knjige. Leta 1918 in po prvi svetovni vojni so različne stranke v Prekmurju zahtevale kulturno, versko, jezikovno in šolsko avtonomijo za pokrajino, med drugim ohranitev prekmurskega jezika. Zahtevali so, da v urade nastavljajo predvsem domačine in da je uradne dopise treba razglašati v prekmurščini. 23. aprila 1921 je pripravljeni odbor ustanovil mestno organizacijo Jugoslovanske demokratske stranke za Mursko Soboto in Prekmurje. Takrat so poudarili, da se morajo uradne objave razglašati v prekmurščini. Danes Rimskokatoliška cerkev v Porabju ter Binkoštna in Evangeličanska cerkev v Prekmurju mašujejo v prekmurščini. Med prvo in drugo svetovno vojno je bila posebej aktivna propaganda na Madžarskem za razdelitev Slovencev. V času madžarske okupacije je ponovna madžarizacija še bolj omejila možnost rabe prekmurščine za objavo verskih ali demagoških propagandnih tiskov.
Leta 2013 je izšla prekmurska slovnica Avgusta Pavla, ki jo je avtor napisal že leta 1942, vendar zaradi različnih vzrokov takrat ni bila izdana.

### Novodobna prekmurska književnost
14. februarja 1991 je začel izhajati tednik Slovencev na Madžarskem Porabje, ki je nadaljeval prekmursko publicistiko, čeprav so mu nasprotovali nekateri slovenski jezikoslovci, ki so še vedno dvomili o normativnosti prekmurščine. V Prekmurju in Porabju so novi književniki objavljali različna literarna in publicistična dela, med njimi tudi nekatera zelo kakovostna kot na primer prevodi Byronovih pesmi Dušana Mukiča ali postmodernični pisemski roman Za nápršnjek vedríne (2004) Jožeta Ftičarja.Ta dokazujejo, da je v prekmurščini še vedno možno pisati zahtevnejša literarna dela. Pravtako so s svojimi deli prekmursko književnost oživili Feri Lainšček, Milan Zrinski in Milan Vincetič. V glasbi uporabita prekmurščino Vlado Kreslin, raper Pero in Nika Zorjan, ki jo popularizirata v sodobni popularni kulturi.